# 富山県道338号常願寺沖線
富山県道338号常願寺沖線（とやまけんどう338ごう じょうがんじおきせん）は、富山県富山市内を通る一般県道である。

## 概要

### 路線データ
- 起点：富山県富山市水橋常願寺字青島（富山県道4号富山上市線交点）
- 終点：富山県富山市水橋沖字北勘六（国道415号・富山県道315号辻ヶ堂市田袋線交点）
- 実延長：3,248m

## 沿革
- 1973年（昭和48年）3月31日 - 認定[1]

## 地理

### 通過する自治体
- 富山県富山市

### 接続する道路
- 富山県道4号富山上市線（起点：常願寺交差点）
- 国道8号（滑川富山バイパス）（富山市水橋二杉で立体交差、富山市道を介しての間接接続）
- 国道415号・富山県道315号辻ヶ堂市田袋線（終点（旧道）：富山市水橋市田袋）
- 国道415号（終点（新道）：市田袋交差点）

### 周辺
- YKK 富山水橋工場
- 常願寺川
- 常願寺川公園